# Schloss Schweta
Das Schloss Schweta war eine ursprüngliche Wasserburg, die um 1600 in ein Schloss im Renaissancestil umgebaut wurde. Es stand in Schweta, heute Ortsteil von Döbeln, Landkreis Mittelsachsen in Sachsen. 1953 wurde es gesprengt.

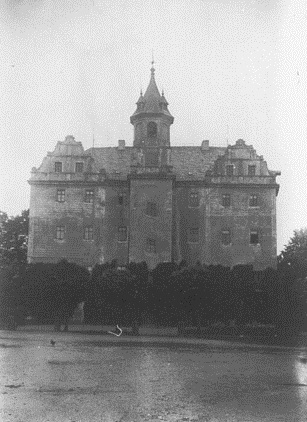
Schloss Schweta Treppenturm 1909

## Geschichte
Das Schloss lag am Zusammenfluss der Zschopau und Freiberger Mulde. An der Stelle, wo sich das Schloss erhob, muss ehemals ein slawischer Wall gelegen haben, da Urnenfunde und der Name Schweta, slawisch swjet (heilig), darauf hindeuten. Wahrscheinlich war der Bergvorsprung günstig gelegen und gleichzeitig ein heidnischer Opferort und Sitz eines Supans. Laut einer Sage soll in Schweta im 9. Jahrhundert eine Burg entstanden sein, wo ein Bischof seinen Sitz hatte, weshalb gegenüber dem ehemaligen Schlosse ein Berg „Bischofsberg“ und eine Wiese „Bischofswiese“ heißen.

## Adelige Besitzer
In früheren Zeiten hatten nur Adelige das Recht auf ein Lehen. Daher besaßen nur Edelleute Rittergüter, Burgen und Schlösser.

### Familie von Schweta

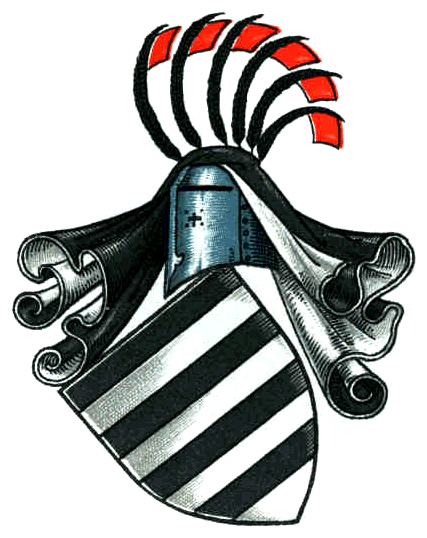
Wappen derer von Maltitz

1288 erfolgte die erste urkundliche Erwähnung des Herrensitzes. Der erste bekannte Besitzer war Otto von Sueth, der namentlich genannt wurde als Albrecht II., Landgraf von Thüringen, zu Rochlitz das Kloster Buch belehnte. Derselbe Otto von Sueth wurde mit einem Conrad von Sueth in einer Urkunde von 1290 genannt, als der Landgraf von Thüringen das Kloster Buch mit dem Dorf Erlau begüterte. Es ist daher davon auszugehen, dass die Burg Schweta Stammsitz der Herren von Schweta war, indem sie sich nach Sitte des früheren Mittelalters nach ihrer Burg benannten.

### Familie von Maltitz
Anfang des 14. Jahrhunderts gehörte die Burg einer anderen Familie. 1328 wurden als Besitzer die Gebrüder Friedrich, Hermann und Albrecht von Maltitz genannt, denn sie schenkten dem Kloster Staucha einige ihrer Einkünfte der Dörfer Marschitz und Albertitz, was der Landgraf von Thüringen, Friedrich II., am Sankt-Veits-Tag bestätigte. Im Jahr 1485 beanspruchten die Burggrafen von Meißen gegenüber dem Markgrafen ihren Anspruch auf den damaligen Sattelhof. Schweta

### Familie von Honsberg
Von der Familie von Maltitz gelangte die Burg an die Familie von Honsberg. Nach einer Freiberger Urkunde vom Jahr 1454 besaß Tylich von Honsberg, Ritter zu Schweta, die Burg Schweta. Dietrich von Honsberg erhielt die Lehn über Schweta 1461 und 1483 erhielt Georg von Honsberg vom Leisniger Burggrafen das Dorf Rossau mit Gerichten, Zinsen, Kirchlehen, Dorf, das Vorwerk Limmritz und das Dorf Technitz in Lehen. Schweta selbst war damals markgräfliches Lehen. 1512 folgte Hans von Honberg, 1537 Hans Dietrich von Honsberg. 1551 wurde Schweta zum Rittergut und 1555 war Georg von Honsberg der Besitzer. Er war Herr zu Rossau und des dazugehörigen großen Waldes. Diesen Wald verkaufte Johann von Honsberg im Jahre 1569 dem Kurfürsten Friedrich III. 1576 besaß Eustachius von Honsberg Schweta. 1582 vermählte sich die Tochter von Hans von Honsberg II., Margaretha, mit Hans Georg von Schönberg (1549–1618) auf Schönau. Dieser Hans von Honsberg II. war der letzte Honsberger Besitzer der Burg. In den mehr als 130 Jahren im Besitz der Familie von Honsberg wurde die Burg mehrfach umgebaut.

### Familie von Wallwitz
Melchior von Hayn war 1592 Besitzer über das Lehen und von ihm gelangte es etwa 1604 an Adam von Wallwitz, welcher um diese Zeit die Burg zum Schloss umbauen ließ.

Wappen derer von Metzsch

### Familie von Schönberg
Im Jahre 1630 besaß Caspar von Schönberg das Schloss und 1671 Caspar Heinrich von Schönberg, der es im selben Jahr seinem Sohn, Caspar Joachim von Schönberg hinterließ. Die Familie von Schönberg besaß Schweta weiterhin bis ins 18. Jahrhundert.

### Familie von Metzsch
Im Jahre 1728 war Friedrich Gottlob von Metzsch Herr auf Schloss Schweta und 1735 hinterließ er das Schloss seinem Sohn, Ernst Friedrich Gottlob von Metzsch. Am 17. März 1765 brach ein Feuer im Wirtschaftsgebäude des Rittergutes aus. Der Schäfer, der darin schlief, konnte sich gerade noch retten, doch das Gebäude, alles Vieh und das Getreide verbrannten. Später gehörte das Schloss dem königlich preußischen Oberst und Träger des Ordens Pour le Mérite, Johann Ernst Siegmund von Metzsch (* 23. Januar 1739; † 10. Mai 1812) und seinem Bruder Hans Gottlob Friedrich von Metzsch. Diese Familie war die letzte adelige Familie von Schloss Schweta.

## Bürgerliche Besitzer
Bereits Ende des 17. Jahrhunderts durften auch Bürgerliche ein Rittergut erwerben, und ihre Zahl stieg Mitte des 18. Jahrhunderts stark an. Damit war die alleinige Herrschaft des Adels vorüber.

### Familie Hensel
1840 erwarb der Dresdener Kaufmann Albert Barchwitz das Schloss von Wilhelm Heinrich von Metzsch und verkaufte es schon 1845 an Heinrich Hensel: Er ließ 1847 von Friedrich Gruhl in Kleinwelka eine Glocke für den Schlossturm gießen. Um diese Zeit gehörten zum Rittergut 161 ha und eine Spiritus- und Presshefefabrik.

### Weitere Besitzer
Weitere Besitzer des Schlosses waren die Familien Hermann, Cordes und Möhring.

## Zerstörung des Schlosses
Nach dem Ende des Zweiten Weltkrieges wurde das Schloss geplündert und am 3. Oktober 1945 wurden die Ländereien des Rittergutes, etwa 160 ha, als Bodenreformland an 25 Neubauern und mehr als 40 Kleinsiedler verteilt. Mit dem SMAD-Befehl Nr. 209 wurde es endgültig gesprengt und als Baumaterial weiter verwendet. Der Kamin aus Sandstein und die Glocke des Schlosses sind heute im Museum auf der Burg Mildenstein in Leisnig zu sehen.
|  |  |  |  |  |  |